# Noh Kyung-Sun
Noh Kyung-Sun (Corea del Sur, 2 de febrero de 1964) es un deportista surcoreano retirado especialista en lucha libre olímpica donde llegó a ser medallista de bronce olímpico en Seúl 1988.

## Carrera deportiva
En los Juegos Olímpicos de 1988 celebrados en Seúl ganó la medalla de bronce en lucha libre olímpica de pesos de hasta 57 kg, tras el luchador soviético Sergei Beloglazov (oro) y el iraní Askari Mohammadian (plata).